# Jacques Verger
Jacques Verger (Talence, 13 ottobre 1943) è un medievista francese specializzato nella storia delle università medievali e membro della Académie des inscriptions et belles-lettres.
Tra il 1962 e il 1967 studiò alla École normale supérieure, successivamente frequentò l'École française di Roma e fu assistente all'Università di Nancy II. Ottenne il dottorato di stato nel 1995 con una tesi dal titolo Le università del sud della Francia alla fine del Medioevo (1300 circa-1450 circa).
Jacques Verger è oggi professore emerito di storia medievale all'Università di Parigi-Sorbona e direttore degli studi presso la École pratique des hautes études.